# James Sallis
Pour les articles homonymes, voir Sallis (homonymie).
Œuvres principales
- Drive
- Le tueur se meurt

James Sallis, né le 21 décembre 1944 à Helena, en Arkansas, est un romancier américain.

## Biographie
Avant de s'intéresser au roman noir et policier, James Sallis commence par écrire de la poésie et voyage à travers les États-Unis. Il est tour à tour poète, éditeur d'un magazine de science-fiction, guitariste, kiné, critique littéraire, professeur de création littéraire. Il traduit en anglais plusieurs auteurs comme Blaise Cendrars, Pablo Neruda, Jacques Dupin ou Raymond Queneau. Grand amateur de Chester Himes, il rédige en 2001 sa biographie posthume (Chester Himes : une vie).
James Sallis débute dans le roman noir avec la série de six romans consacrés à Lew Griffin. Ancien détective privé et agent de recouvrement, il a sombré depuis dans l'alcoolisme et la misère. Il évolue à La Nouvelle-Orléans et tente de s'en sortir en souhaitant devenir romancier. James Sallis s'est inspiré de Chester Himes pour créer ce personnage à la dérive dont la vie est une tragédie. Lew Griffin apparaît dans six romans.
Il est également le créateur de la série consacrée à John Turner, un ancien de la guerre du Viêt Nam, ex-flic et ex-détenu, qui s'est retiré dans le Tennessee. Dans Bois mort (Cypress Grove), il doit, à la demande du shérif local, participer à l'enquête sur un meurtre et reprendre contact avec le monde qu'il cherche à fuir. John Turner est également à l'honneur dans Cripple Creek et Salt River.
Pour le roman Drive, il met en scène le Chauffeur, un homme sans nom à la manière des personnages des romans de Robin Cook ou Hugues Pagan. Cascadeur le jour, il devient chauffeur le soir pour le crime. À la suite d'un braquage raté, il perd l'un de ses amis et doit affronter ses anciens employeurs. Nicolas Winding Refn l'adapte en 2011 et réalise le film Drive avec Ryan Gosling dans le rôle-titre. James Sallis publie en 2012 Driven, la suite de Drive. Le chauffeur s'est retiré à Phoenix. Victime d'une agression, il perd sa femme et découvre qu'il est victime d'une vengeance.
En 2013, il obtient le grand prix de littérature policière avec Le tueur se meurt (The Killer Is Dying).

## Œuvre

### Romans

#### SérieLew Griffin
- The Long-Legged Fly (1992) Publié en français sous le titre Le Faucheux, Paris, Gallimard, La Noire, 1997, réédition Paris, Gallimard, Folio policier no 599, 2010, traduction de Jeanne Guyon et Patrick Raynal.
- Moth (1993) Publié en français sous le titre Papillon de nuit, Paris, Gallimard, La Noire, 2000, réédition Paris, Gallimard, Folio policier no 622, 2011, traduction de Élisabeth Guinsbourg et Stéphanie Estournet.
- Black Hornet (1994) Publié en français sous le titre Le Frelon noir, Paris, Gallimard, La Noire, 2001, réédition Paris, Gallimard, Folio policier no 635, 2011, traduction de Élisabeth Guinsbourg et Stéphanie Estournet.
- Eye of the Cricket (1997) Publié en français sous le titre L'Œil du criquet, Paris, Gallimard, La Noire, 2003, réédition Paris, Gallimard, Folio policier no 658, 2012, traduction d'Isabelle Maillet et Patrick Raynal.
- Bluebottle (1999)  Publié en français sous le titre Bluebottle, Paris, Gallimard, La Noire, 2005, réédition Paris, Gallimard, Folio policier no 676, 2012, traduction d'Isabelle Maillet.
- Ghost of a Flea (2001) Publié en français sous le titre Bête à bon dieu, Paris, Gallimard, La Noire, 2005, réédition Paris, Gallimard, Folio policier no 696, 2013, traduction de Sean Seago et Stéphanie Estournet.

#### SérieJohn Turner
- Cypress Grove (2003) Publié en français sous le titre Bois mort, Paris, Gallimard, Série noire, 2006, réédition Paris, Gallimard, Folio policier no 567, 2009, traduction de Sean Seago et Stéphanie Estournet.
- Cripple Creek (2006) Publié en français sous le titre Cripple Creek, Paris, Gallimard, Série noire, 2007, réédition Paris, Gallimard, Folio policier no 585, 2010, traduction de Sean Seago et Stéphanie Estournet.
- Salt River (2007) Publié en français sous le titre Salt River, Paris, Gallimard, Série noire, 2010, réédition Paris, Gallimard, Folio policier no 711, 2013, traduction d'Isabelle Maillet.

#### SérieLe Chauffeur
- Drive (2005) Publié en français sous le titre Drive, Paris, Rivages/Noir no 613, 2006, traduction d'Isabelle Maillet.
- Driven (2012) Publié en français sous le titre Driven, Paris, Rivages/Noir no 930, 2013, traduction d'Hubert Tézenas.

#### Autres romans
- Renderings (1995)
- Death Will Have Your Eyes (1996) Publié en français sous le titre La mort aura tes yeux, Paris, Gallimard, La Noire, 1999, réédition Paris, Folio policier no 735, 2014, traduction d'Elisabeth Guinsbourg.
- The Killer Is Dying (2011) Publié en français sous le titre Le tueur se meurt, Paris, Rivages/Thriller, 2013, réédition Paris, Rivages/Noir no 979, 2015, traduction de Christophe Mercier et Jeanne Guyon.
- Others of my Kind (2013)
- Willnot (2016) Publié en français sous le titre Willnot, Paris, Rivages/Noir, 02/2019, traduction de Hubert Tézenas.
- Sarah Jane (2019) Publié en français sous le titre Sarah Jane, Paris, Rivages/Noir, 09/2021, traduction de Isabelle Maillet.

## Recueils de poèmes et de nouvelles
- A Few Last Words (1970)
- Limits of the Sensible World (1994)
- Time's Hammers: Collected Stories (2000)
- Sorrow's Kitchen (2000)
- A City Equal to My Desire (2004)
- Potato Tree (2007)

### Biographies et écrits sur la musique
- The Guitar Players: One Instrument and Its Masters in American Music (1982)
- Jazz Guitars: An Anthology (1984)
- Difficult Lives: Jim Thompson – David Goodis – Chester Himes (1993)
- Ash of Stars: On the Writings of Samuel R. Delany (1996)
- The Guitar in Jazz (1996)
- Gently into the Land of the Meateaters (2000)
- Chester Himes: A Life (2001) Publié en français sous le titre Chester Himes : une vie, Paris, Rivages, Écrits noirs, 2002, traduction d’Éléonore Cohen-Pourriat.

## Nouvelle
- Ukulele and the World's Pain Publié en français sous le titre Le Ukulélé et le chagrin du monde, in Jazz me blues, anthologie de Jean-Paul Gratias, Moisson Rouge, 2009.

## Adaptations
- 2011 : Drive (Drive), film américain réalisé par Nicolas Winding Refn, d'après le roman Drive, avec Ryan Gosling et Carey Mulligan.

## Récompenses

### Prix
- Prix Hammett 2011 pour The Killer Is Dying[1]
- Grand prix de littérature policière 2013 pour Le tueur se meurt (The Killer Is Dying)[2]

### Nominations
- Prix Shamus 1993 du meilleur premier roman pour The Long-Legged Fly[3]
- Prix Shamus 1994 du meilleur roman pour Moth[3]
- Gold Dagger Award 1997 pour Black Hornet[4]
- Prix Anthony 1998 du meilleur roman pour Eye of the Cricket[5]
- Prix Macavity 2020 du meilleur roman pour Sarah Jane[6]